# Église Sainte-Anne (Uccle)
Pour les articles homonymes, voir Église Sainte-Anne.
L’église Sainte-Anne (en néerlandais: Sint-Annakerk) à Uccle est un édifice religieux catholique  sis au N°10 de la place de la Sainte-Alliance, à Uccle (Bruxelles). Construite en 1912 par l'architecte Léon Depuits l'église est paroissiale et fait partie de l'Unité pastorale de l'Alliance-Uccle'.

## Historique
L’orgue de l’église Sainte-Anne date environ de 1913. Il est l’œuvre des frères Slootmaeckers, anciens ouvriers de la maison Kerckhoff. 
Durant l'hiver 1944-45, la salle paroissiale servit de refuge aux pensionnaires de l'hospice de Malmédy, victimes de l'offensive von Rundstedt.  Au début des années 1950, l'église reçut des vitraux de Jean Slagmuylder (1901-1968) d'après les projets de Margot Weemaes (1909-1993).

## Description
La façade principale se compose d’un pignon à front de rue aux versants inégaux, une tourelle-clocher quadrangulaire étant disposée à sa gauche.